# James Meacham

James Meacham

James Meacham (* 16. August 1810 in Rutland, Vermont; † 23. August 1856 ebenda) war ein US-amerikanischer Politiker. Zwischen 1849 und 1853 vertrat er den dritten und von 1853 bis 1856 den ersten  Wahlbezirk des Bundesstaates Vermont im US-Repräsentantenhaus.

## Werdegang
James Meacham besuchte bis 1832 das Middlebury College und war danach selbst als Lehrer in Castleton und St. Albans tätig. Anschließend studierte er Theologie. Im Jahr 1838 wurde er zum Pastor der Congregational Church ordiniert. Zwischen 1839 und 1846 war er in New Haven in Vermont in diesem Beruf tätig. Von 1846 bis 1850 war er Lehrer am Middlebury College.
Politisch war Meacham Mitglied der Whig Party. Nach dem Rücktritt des Kongressabgeordneten George Perkins Marsh wurde er bei den fälligen Nachwahlen als dessen Nachfolger in das US-Repräsentantenhaus in Washington, D.C. gewählt. Nach einer Wiederwahl konnte er den dritten Distrikt seines Heimatstaates zwischen dem 3. Dezember 1849 und dem 3. März 1853 vertreten. Bei den Wahlen der Jahre 1852 und 1854 wurde er im ersten Bezirk Vermonts in den Kongress gewählt. Meacham blieb bis zu seinem Tod am 23. August 1856 Kongressabgeordneter. Die folgende Nachwahl gewann der Republikaner George Tisdale Hodges.
Meachams Zeit im Kongress war überschattet von den heftigen Diskussionen im Vorfeld des Bürgerkrieges. Ab 1855 war er Vorsitzender des Ausschusses zur Verwaltung des Bundesdistrikts (District of Columbia). James Meacham wurde in Middlebury beigesetzt.